# علم إنجلترا
علم إنجلترا مكون من صليب القديس جرجس باللون الأحمر على حقل أبيض، حيث استخدم خلال العصور الوسطى وخلال الحملة الصليبية ممثلة إنجلترا. واستخدم رسمياً كعلم البلاد منذ القرن السادس عشر وأصبح القديس جورج حامي البلاد في القرن الثالث عشر أما أسطورة التنين فتعود للقرن الثاني عشر.

## أصل العلم
في عام 1188، وافق هنري الثاني ملك إنجلترا وفيليب الثاني ملك فرنسا على الذهاب في حملة صليبية، وأن يستخدم الملك الإنجليزي صليبًا أبيض على حقل أحمر ونظيره الفرنسي صليبًا أحمر على حقل أبيض (وليس العكس كما اقترح الاستخدام اللاحق).
ثم يتبع ذلك تقليد تاريخي يزعم أن ريتشارد قلب الأسد نفسه تبنى علم الصليب الأحمر الكامل والقديس الراعي من جمهورية جنوة (إيطاليا الحالية) في مرحلة ما أثناء حملته الصليبية. يمكن تتبع هذه الفكرة إلى العصر الفيكتوري، ويشير إليها بيرين (1922) باعتبارها "اعتقادًا شائعًا"، ولا تزال تتكرر بشكل شعبي اليوم على الرغم من أنه لا يمكن إثباتها. أجرى الأمير إدوارد دوق كينت تعديلاً على هذا في مقدمة ثنائية اللغة لكتيب تم إعداده للجناح البريطاني في معرض جنوة عام 1992. المقطع ذو الصلة هو:
| « | تبنت مملكة إنجلترا ومدينة لندن علم القديس جورج، وهو صليب أحمر على حقل أبيض، من جمهورية جنوة في عام 1190 خصيصاً لسفنهما التي تدخل البحر الأبيض المتوسط لاستفادتها من حماية الأسطول الجنوي. ودفع ملك إنجلترا جزية سنوية لدوجي جنوة لهذا الامتياز. | » |